# 加彭銼口象鼻魚
加彭銼口象鼻魚，為輻鰭魚綱骨舌魚目象鼻魚科的其中一種，被IUCN列為瀕危保育類動物，分布於非洲加彭淡水流域，體長可達5.6公分，棲息在底層水域，生活習性不明。